# 謎の現金強奪ロボット
謎の現金強奪ロボット（なぞのげんきんごうだつろぼっと、The Mechanical Monsters）は、1941年11月28日にアメリカ合衆国で公開されたスーパーマンの作品である。この作品はDCコミックスのスーパーマンを原作としておりフライシャー・スタジオが制作している。

## ストーリー
とても静かな夜の暗闇で、とある銀行が5番ロボットによって破壊される。
その頃クラークは、ペリー編集長の命令で宝石展示会に向い、そこでロイスと出会う。
ところが13番（背中には5番）のロボットがやってきて、アクセサリーなどを奪って中にそれを入れる。
クラークは『新聞社に連絡する、ロイスはここ（電話ボックスの隣）にいろ！』と言い、電話ボックスで電話を掛けた。
だが彼女（ロイス）は、電話ボックスの隣には待たず、ロボットの中に潜り込んで連れて行かれてしまう。
そしてクラークは、ロイスがいない事に気づき、スーパーマンに変身する。
そしてロボットを発明した男の秘密基地についたロイスはその発明した男に捕まり、溶岩の上で口を封じられ監禁されてしまう。
ところがそこでスーパーマンが現れ、操縦者のロボットと決闘し、ロイスと発明した男を救助した後、発明した男を逮捕し、物語は終わる。

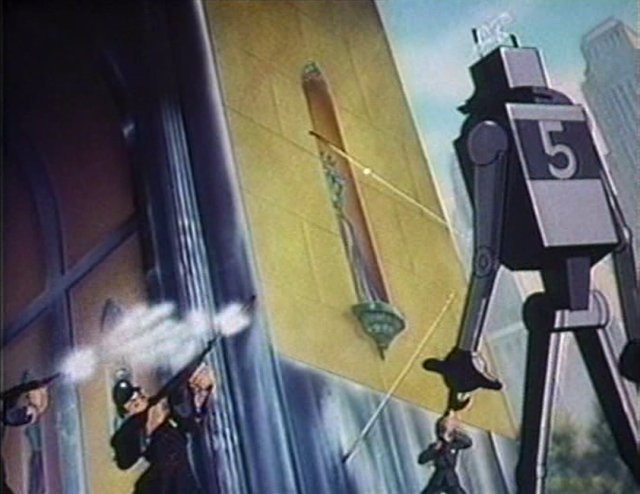
5番のロボットが町を襲うシーン

## キャスト
- スーパーマン/クラーク・ケント 声 - バッド・コルヤー
- 警察官 声 - バッド・コルヤー
- ロボットを発明した男 声 - バッド・コルヤー
- ロイス・レイン 声 - ジョアン・アレクサンダー
- ナレーター 声 - ジャクソン・ベック